# (13406) Sekora
(13406) Sekora ist ein Asteroid des Hauptgürtels, der am 2. Oktober 1999 von der tschechischen Astronomin Lenka Šarounová an der Sternwarte Ondřejov (IAU-Code 557) auf dem Berg Manda in Ondřejov in Tschechien entdeckt wurde.
Der Asteroid wurde am 9. Januar 2001 nach dem tschechischen Schriftsteller, Kinderbuchautor, Karikaturisten, Journalisten und Grafiker Ondřej Sekora (1899–1967) benannt, dessen Kinderbücher und die vorkommenden Hauptfiguren wie die Ameise Ferda und die davon abgeleiteten Zeichentrickfilme in Tschechien allgemein bekannt sind.